# Clemens von Ketteler
Le baron Clemens August von Ketteler (Potsdam, 22 novembre 1853 - Pékin, 20 juin 1900) est un diplomate allemand qui était chef de la légation de l'Empire allemand en Chine à la fin du XIXe siècle, et qui fut tué le 20 juin 1900, ce qui marque le début du siège des légations (les "55 jours de Pékin") lors de la révolte des Boxers. 

## Biographie
Le baron von Ketteler (de) est issu d'une vieille famille de la noblesse catholique allemande. Il étudie au lycée Saint-Paul de Münster et à celui de Coesfeld (de) et s'engage dans l'armée prussienne en 1873. Il entre à l'administration des Affaires étrangères en 1879. Il est interprète aux consulats allemands de Canton et de Tientsin de 1880 à 1889. Après une courte période au ministère des Affaires étrangères, il est envoyé diplomatique aux États-Unis de 1892 à 1896. Son épouse, née Matilda Cass Ledyard, est américaine. Ensuite il est nommé à Mexico de 1896 à 1899. Le 11 avril 1899, il est chef de la légation allemande à Pékin.
Déjà le 11 juin 1900, près de Yongdingmen, le secrétaire de la Légation du Japon, Sugiyama Akira (杉山 彬), est attaqué et tué par des soldats musulmans du général Dong Fuxiang qui devaient garder le mur d'enceinte de Pékin.
Le 13 juin 1900, la révolte des Boxers embrase Pékin : des Boxers — qui ont déjà commis plusieurs massacres et font régner la terreur — se montrent dans le quartier des Légations. Les rues sont aussitôt barricadées. Des coups de feu sont tirés. Le 17, les ambassadeurs de France, d'Allemagne, de Grande-Bretagne, de Russie, d'Espagne, d'Italie, de Belgique, des Pays-Bas, d'Autriche-Hongrie et du Japon reçoivent une lettre du ministère chinois des Affaires étrangères leur ordonnant de quitter la capitale et de se rendre à Tien-Tsin dans les 24 heures. C'est un ultimatum. Il met fin aux relations entre la Chine et les gouvernements étrangers. 
Les diplomates se réunissent tous. Le 20 juin au matin, lors d'une dernière réunion, le baron Von Ketteler, ambassadeur d'Allemagne, qui avait déjà demandé une audience 48 heures auparavant, propose à ses collègues de se rendre seul au palais pour annoncer le refus des diplomates de quitter leurs ambassades. Mais sur le chemin du palais, il est assassiné à bout portant dans son palanquin, par le soldat chinois En Hai, un soldat Qing, et non par un Boxer en voulant apporter un message à la Cité interdite.
Le siège des légations commence alors, marquant le début des « 55 jours de Pékin ». C'est le début de l'Alliance des huit nations : l'Empire allemand, la Grande-Bretagne, l'Empire austro-hongrois, la France, le royaume d'Italie, les États-Unis, la Russie et le Japon pour lever le siège. Le siège des Légations et le massacre des Chinois chrétiens par les Boxers a fortement ému l'Europe.
Le 31 décembre 1900, le soldat En Hai qui a tué Clemens von Ketteler est condamné à mort et décapité en place publique, devant une foule nombreuse,.

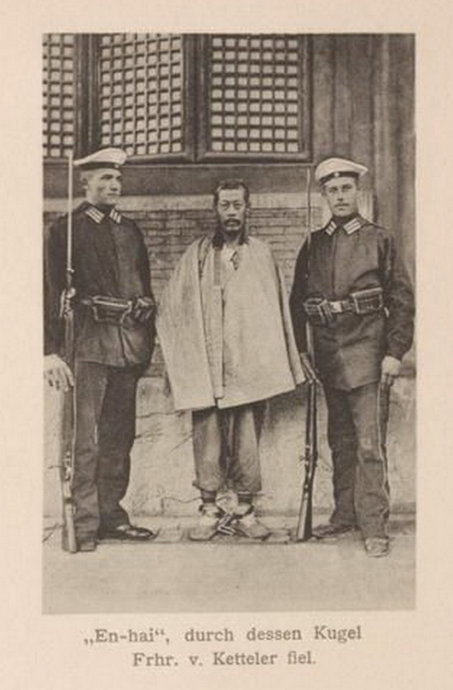

Le conflit ouvert entre les huit nations alliées et la Chine (Boxers et impériaux) se termine par le protocole de paix Boxer de 1901.

## Famille
Le baron Clemens von Ketteler était d'une vieille famille de l'aristocratie allemande, originaire de Münster (Rhénanie-du-Nord–Westphalie). Son père August Joseph von Ketteler était le frère du célèbre évêque Wilhelm Emmanuel von Ketteler, fondateur du parti Zentrum.
C'était également un cousin issu de germain du père du maréchal français Louis Franchet d'Esperey, qui participa à l'expédition militaire de l'Alliance des huit nations et qui combattra l'Allemagne pendant la Première Guerre mondiale.